# Kawasaki Ki-45 Toryu
Kawasaki Ki-45 Toryu (zavezniško kodno ime Nick) je bilo japonsko lovsko letalo druge svetovne vojne.

## Začetek proizvodnje
Letalo je bilo prvi japonski dvomotorni lovec. Osnovna naloga lovca je bila podpora bombnikom, a te naloge ni nikoli zares upravičil. Bil je eno najbolj vsestranskih letal v japonskem arzenalu, saj je nastopal kot spremljevalni lovec, jurišnik in nočno lovsko letalo. Vlogo nočnega lovca je dobil leta 1944, natančneje junija tega leta, ko so ga po nemškem vzoru predelali za ta namen in mu namestili dva mitraljeza, ki sta streljala navzgor (pod kotom 30 stopinj).Izdelanih je bilo 1701 letalo.

## Uspehi letala
Za razliko od ostalih japonskih lovcev je bilo to letalo precej neokretno. Prav iz tega razloga so ga kasneje začeli predelovati in mu namenjati druge vloge, vloge lovcev pa so prepustili bolj okretnim, novejšim enomotornim lovcem. Letalo je najbolj znano po tem, da je bil z njim izveden prvi namerni napad pilota kamikaze. To se je zgodilo 27. maja 1944 pred obalo Nove Gvineje.